# Csanád Béla
Csanád Béla (Akasztó, 1926. november 9. – Budapest, 1996. november 25.) magyar pap, költő, tanár.

## Életútja
1950-ben szentelték pappá. Versei, fordításai, publikációi a Vigíliában és az Új Emberben jelentek meg.

## Főbb művei
- Pacsirta szállj! Versek. Bp., 1964.
- Veronika kendője. Versek. Uo., 1976.
- László király emlékezete. Ford. többekkel. Uo., 1977.
- Virággá lettünk. Versek. Uo., 1981.
- Jézussal együtt. Gyermekimakönyv. Uo., 1981.
- Védőszented, példaképed. Uo., 1981.
- Isten ege alatt. Katolikus költők antológiája. Szerk. Uo., 1985.
- Az Úr. Írta Romano Guardini. Ford. Uo., 1986.
- A kozmosz ablakai. Válogatott és új versek. Uo., 1987.
- Kutak és emlékek. Válogatott és új versek. Uo., 1991.
- Boldog ünnepet, hazám! Új versek és himnuszfordítások. Uo., 1995.
- Sirató a büszke világért. Thomas Merton válogatott versei. Ford. Uo., 1995.
- Vasárnapról vasárnapra. Liturgikus elmélkedések és magyarázatok az év vasárnapjaira. Uo., 1996.
- Keresztény valláspedagógia. Uo., 1996
- A bölcsesség iskolája. 101 történet az emberi bölcsességről és butaságról kicsiknek és nagyoknak; ford. Csanád Béla; Christianus–OMC–Szt. István Társulat, Bp.–Bécs, 1996
- Kenyér és bor. Összegyűjtött versek; szerk., sajtó alá rend. Tarbay Ede; Jel–Szt. István Társulat, Bp., 2002
- A keresztény nevelés általános alapjai; Jel, Bp., 2004 (Szülők és nevelők könyvespolca)

## Díjai
- Stephanus-díj (1995)